# NGC 2395
NGC 2395 је расејано звездано јато у сазвежђу Близанци које се налази на NGC листи објеката дубоког неба.
Деклинација објекта је + 13° 36' 30" а ректасцензија 7h 27m 12,8s. Привидна величина (магнитуда) објекта NGC 2395 износи 8,0. NGC 2395 је још познат и под ознакама OCL 502.